# Храм Святителя Николая (Дьёндьёш)
Храм Святителя Николая (венг. Szent Miklós ortodox templom) — православный храм Будапештской и Венгерской епархии Московского патриархата в городе Дьёндьёш, в Венгрии.
В настоящее время церковь входит в число охраняемых архитектурных объектов Венгрии.

## История
Церковь была построена в период с 1809 по 1811 годы. В 1908 году во время пожара церкви был нанесён серьёзный ущерб. Обрушившийся шпиль колокольни был восстановлен только в 1946 году.
Приход, считавшийся вымершим в течение многих десятилетий, возродился после 1945 года, и его церковь была вновь открыта для православной общины Дьёндьёша, в которую входили около 70 человек в то время. После застоя 1970-х и 1980-х годов, когда не было постоянного священника, в 1999 году началось ещё одно молчаливое возрождение. В период с 1999 по 2001 год и в 2005 году были проведены значительные внешние и внутренние ремонтные работы.
4 июля 2001 году в храме служили архиепископ Венский и Будапештский Павел (Пономарёв), епископ Будимский Даниил (Крстич) и епископ Венгерский Софроний (Дринчек) и большое число духовенства.
В течение последующих лет, приход неоднократно проходили молодёжные и детские лагеря. Святая Литургия совершается раз в месяц до назначения нового постоянного клирика.